# Caungula
Caungula é uma cidade e município de Angola, na província da Lunda Norte.
Tem cerca de 64 mil habitantes. É limitado a norte pela República Democrática do Congo, a leste pelo município do Cuílo, a sul pelo município de Lubalo, e a oeste pelo município de Cuango.
O município é constituído pela comuna-sede, correspondente à cidade de Caungula, e pela comuna de Camaxilo.